# John Greenwood (puritain)
Pour les articles homonymes, voir John Greenwood (homonymie) et Greenwood.

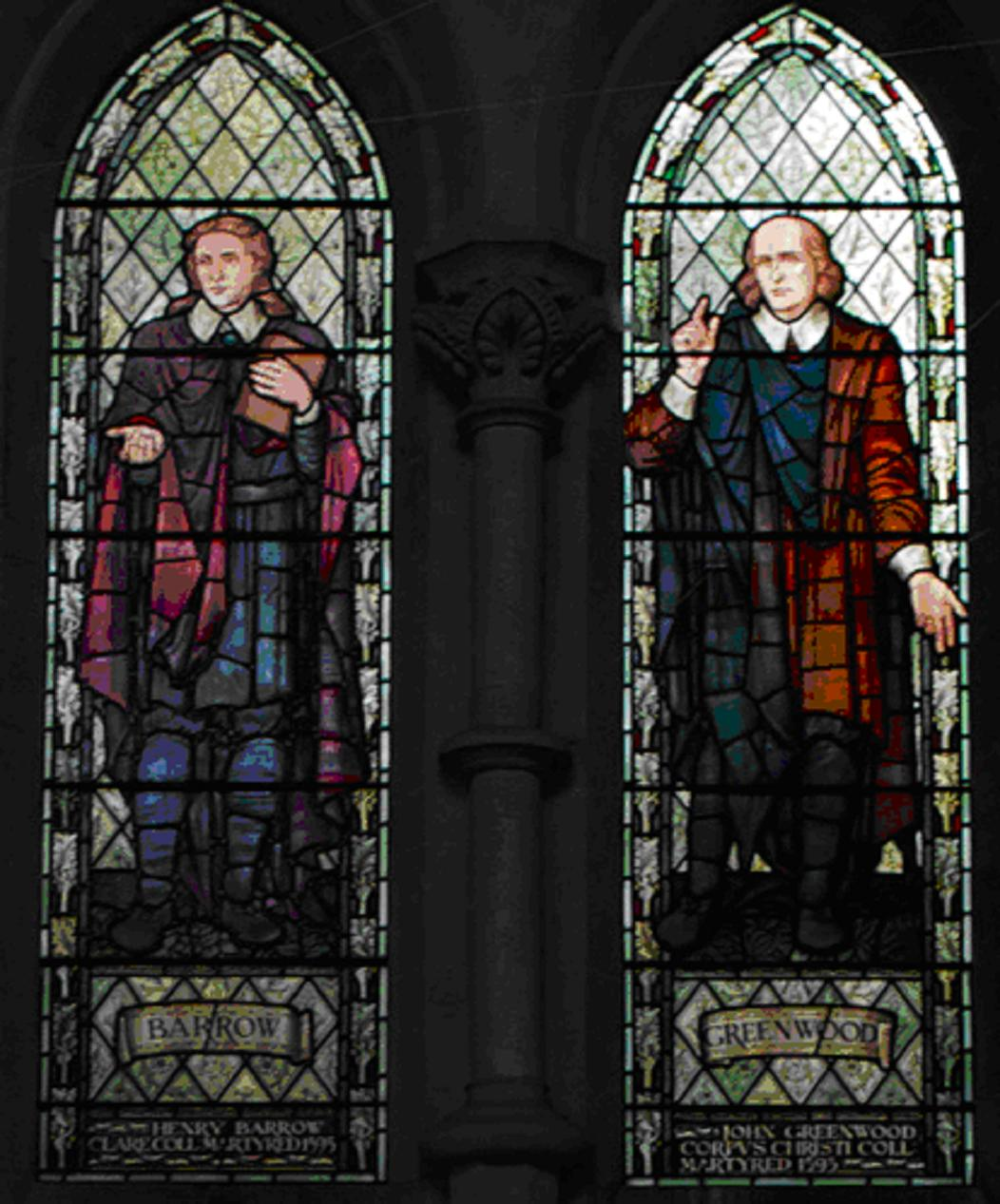
Henry Barrow (à gauche) et John Greenwood, vitraux de l'Église réformée unie de l'Emmanuel à Cambridge.

John Greenwood (décédé le 6 avril 1593) était un religieux puritain anglais séparatiste (congrégationaliste) exécuté pour « sédition ».

## Biographie
Ses date et lieu de naissance sont inconnus. Il est entré à l'Université de Cambridge, au Collège de Corpus Christi, le 18 mars 1577 – 1578, avec une bourse (et un paiement en nature de sa part car il était astreint a des tâches pratiques pour payer une partie de ses études), et il a commencé une licence (B. A.) en 1581.
On ne sait pas s'il a été directement influencé par l'enseignement de Robert Browne, diplômé de la même université et du même collège, mais il a adopté des idées puritaines (donc calvinistes) strictes, qui l'ont conduit à un séparatisme sans compromis. En 1581, il a été chapelain de Lord Rich, à Rochford, dans l'Essex. À une date inconnue, il avait été ordonné diacre par John Aylmer, évêque de Londres, et prêtre par Thomas Cooper, évêque de Lincoln, mais peu après, il dénonçait cette ordination comme "totalement illégale" et y renonçait. 
Les détails manquent sur ses années suivantes, mais on le retrouve en 1586, chef de file reconnu de la paroisse séparatiste de Londres, dont un nombre considérable des membres avait été emprisonné à divers moments depuis 1567. John Greenwood fut lui-même arrêté début octobre 1586, et en mai 1587, il fut écroué à la prison de Fleet pour une durée indéterminée. Au cours de son emprisonnement, il écrivit quelques pamphlets polémiques en collaboration avec son co-détenu Henry Barrowe. Il semble avoir été remis en liberté, à l'automne de 1588, mais ce n'est pas certain. En tous cas, il était libre en septembre 1592, quand il a été élu "professeur" de l'église séparatiste.
Pendant ce temps, en 1590, il publie un ouvrage polémique "Une Réponse à la prétendue défense de la lecture des prières par George Gifford". Le 5 décembre 1592, il fut de nouveau arrêté et en mars 1593, jugé conjointement avec Barrowe sous l'accusation d' "élaboration et de la circulation des livres séditieux." À l'époque, ce chef d’inculpation valait la mort et les deux accusés furent rapidement condamnés à la peine capitale. Après deux sursis, dont l'un accordé au moment même de l'exécution, il a été finalement pendu le 6 avril 1593.